# Awaous bustamantei
Awaous bustamantei är en fiskart som först beskrevs av Richard Greeff 1882.  Awaous bustamantei ingår i släktet Awaous och familjen smörbultsfiskar. IUCN kategoriserar arten globalt som otillräckligt studerad. Inga underarter finns listade.